# Physaraia excisa
Physaraia excisa är en stekelart som först beskrevs av Szepligeti 1914.  Physaraia excisa ingår i släktet Physaraia och familjen bracksteklar. Inga underarter finns listade i Catalogue of Life.